# بيديابريس
ويكيبراس (بالإنجليزية: PediaPress GmbH)‏ هي شركة  تطوير برمجيات وطباعة عند الطلب، تقع في ماينز، ألمانيا. الشركة تابعة لـ Brainbot Technologies AG بالكامل. اعتبارا من أكتوبر / تشرين الأول 2014 كان للموقع  مجموعة (كاتالوج) تحتوي أثر من 4 آلاف كتاب، بعنوان  «كتب مختارة من كاتالوجنا»، تم تحريرها من قبل أعضاء ويكيبيديا ومستخدمين آخرين.
ويكيبراس أنشئت لتوفير خدمة إنترنت للسماح لمستخدمي الويب من إنشاء كتب خاصة انطلاقا من محتوى الويكي، وذلك مثال عن تكنولوجيا الطباعة من الويب (web-to-print). وفقا للطبعة الألمانية من عالم الكمبيوتر ، كان السعر 8.00 يورو لأول 100 صفحة، بالإضافة إلى 3.00 يورو لكل 100 صفحة اضافية.
اشتركت ويكيبراس ومؤسسة ويكيميديا ابتداء من كانون الأول / ديسمبر 2007. تم دمج برمجية ويكيبراس في ويكيبيديا، وأصبح يمكن الوصول إليها من الشريط الجانبي لكل صفحة عبر زر «إنشاء كتاب». تعاقدت ويكيبراس مع Lightning Source لطباعة الكتب. كما أسست ويكيبراس شراكة طويلة الأمد مع مؤسسة ويكيميديا. جزء من العائدات من كل كتاب يتم التبرع به لمؤسسة ويكيميديا لدعم المشروع.
يمكن للمستخدمين ترتيب المقالات، واختيار صورة غلاف/اللون، واعطاء عنوان للكتاب. سعر الكتب يعتمد على عدد الصفحات، وهو يبدأ من 8.90 دولار. تكون الكتب جاهزة للشحن خلال يومين عمل. يمكن للمستخدمين إضافة محتوى خاص بهم، مثل المقدمات.
تعمل خدمة ويكيبراس على جميع إصدارات ميدياويكي التي قد ركبت عليها إضافة المجموعات. للتحقق من ما إذا كانت الويكي تدعم ويكيبراس، يمكن للمستخدمين البحث عن صندوق بعنوان «إنشاء كتاب» في الشريط الجانبي للتصفح. بعض المواقع التي تقدم هذه الخدمة تشمل ويكيبيديا الألمانية، ويكي الكتب، ويكي OpenOffice.org. توسيع نطاق الخدمة ليشمل جميع إصدارات اللغات من ويكيبيديا تم اقتراحه.